# Милисент Хакстабл
Милисент Хакстабл или Мили је измишљени лик из америчке телевизијске серије „Три Хил“ кога игра америчка глумица Лиса Голдстин. Милисент је главна помоћница од Брук. У љубавној је вези са Маутом од пете сезоне серије.